# PDZD9
PDZD9 (англ. PDZ domain containing 9) – білок, який кодується однойменним геном, розташованим у людей на 16-й хромосомі. Довжина поліпептидного ланцюга білка становить 264 амінокислот, а молекулярна маса — 29 904.
| 10         |  | 20         |  | 30         |  | 40         |  | 50         |
| ---------- |  | ---------- |  | ---------- |  | ---------- |  | ---------- |
| MQKASHKNKK |  | ERGVSNKVKT |  | SVHNLSKTQQ |  | TKLTVGSLGL |  | GLIIIQHGPY |
| LQITHLIRKG |  | AAANDGKLQP |  | GDVLISVGHA |  | NVLGYTLREF |  | LQLLQHITIG |
| TVLQIKVYRD |  | FINIPEEWQE |  | IYDLIPEAKF |  | PVTSTPKKIE |  | LAKDESFTSS |
| DDNENVDLDK |  | RLQYYRYPWS |  | TVHHPARRPI |  | SISRDWHGYK |  | KKNHTISVGK |
| DINCDVMIHR |  | DDKKEVRAPS |  | PYWIMVKQDN |  | ESSSSSTSST |  | SDAFWLEDCA |
| QVEEGKAQLV |  | SKVG       |  |            |  |            |  |            |

A: Аланін

C: Цистеїн

D: Аспарагінова кислота

E: Глутамінова кислота

F: Фенілаланін

G: Гліцин

H: Гістидин

I: Ізолейцин

K: Лізин

L: Лейцин

M: Метіонін

N: Аспарагін

P: Пролін

Q: Глутамін

R: Аргінін

S: Серин

T: Треонін

V: Валін

W: Триптофан

Задіяний у такому біологічному процесі, як альтернативний сплайсинг. 